# Slovenia International 1996
Die Slovenia International 1996 im Badminton fanden vom 18. bis zum 20. Oktober 1996 in Ljubljana statt. Auf der IBF-Turnierskala erreichte es die Wertung B.

## Sieger und Platzierte
| Disziplin    | Gold                             | Silber                         | Bronze                                |
| ------------ | -------------------------------- | ------------------------------ | ------------------------------------- |
| Herreneinzel | Pedro Vanneste                   | Denis Peshehonov               | Jean-Frédéric Massias                 |
| Herreneinzel | Pedro Vanneste                   | Denis Peshehonov               | Bertrand Gallet                       |
| Dameneinzel  | Sandra Dimbour                   | Maja Pohar                     | Sandrine Lefèvre                      |
| Dameneinzel  | Sandra Dimbour                   | Maja Pohar                     | Mateja Slatnar                        |
| Herrendoppel | Manuel Dubrulle Vincent Laigle   | Bertrand Gallet David Toupé    | Aleš Babnik Mišo Mattias              |
| Herrendoppel | Manuel Dubrulle Vincent Laigle   | Bertrand Gallet David Toupé    | Sydney Lengagne Jean-Frédéric Massias |
| Damendoppel  | Andrea Dakó Melinda Keszthelyi   | Darja Kranjc Mateja Slatnar    | Tinka Pelhan Maja Pohar               |
| Damendoppel  | Andrea Dakó Melinda Keszthelyi   | Darja Kranjc Mateja Slatnar    | Verena Fastenbauer Simone Prutsch     |
| Mixed        | Manuel Dubrulle Sandrine Lefèvre | Vincent Laigle Tatiana Vattier | Andrej Pohar Maja Pohar               |
| Mixed        | Manuel Dubrulle Sandrine Lefèvre | Vincent Laigle Tatiana Vattier | Sydney Lengagne Christelle Szynal     |

## Finalergebnisse
| Disziplin    | Sieger                           | Finalist                       | Ergebnis          |
| ------------ | -------------------------------- | ------------------------------ | ----------------- |
| Herreneinzel | Pedro Vanneste                   | Denis Peshehonov               | 15–6, 15–10       |
| Dameneinzel  | Sandra Dimbour                   | Maja Pohar                     | 11–5, 12–9        |
| Herrendoppel | Manuel Dubrulle Vincent Laigle   | Bertrand Gallet David Toupé    | 15–10, 15–12      |
| Damendoppel  | Andrea Dakó Melinda Keszthelyi   | Darja Kranjc Mateja Slatnar    | 15–11, 15–12      |
| Mixed        | Manuel Dubrulle Sandrine Lefèvre | Vincent Laigle Tatiana Vattier | 13–15, 15–5, 15–2 |